# Raphael Sallinger
Raphael Lukas Sallinger (* 8. Dezember 1995 in Klagenfurt am Wörthersee) ist ein österreichischer Fußballtorwart.

## Karriere

### Verein
Sallinger begann seine Karriere beim FC Kärnten. 2007 wechselte er zum FC Welzenegg. Im Frühjahr 2011 saß er des Öfteren auf der Ersatzbank der Herrenmannschaft in der Kärntner Liga, kam von dieser jedoch nicht zum Einsatz. Im selben Jahr stieg er allerdings mit den Klagenfurtern in die fünftklassige Unterliga ab. Dort fungierte der 15- und später 16-Jährige in weiterer Folge als Stammtorhüter und wurde in 28 von 30 möglich gewesenen Meisterschaftsspielen eingesetzt. Nach dem Wiederaufstieg in die vierthöchste Spielklasse war Sallinger weiterhin Stammkraft, ehe er im September 2012 zum Regionalligisten SC Kalsdorf wechselte. In jenem Monat debütierte er auch für die Steirer gegen den LASK in der Regionalliga Mitte. Nach einem halben Jahr bei Kalsdorf wechselte Sallinger im Jänner 2013 nach Deutschland zu den A-Junioren des 1. FC Kaiserslautern.
Nachdem er im März 2014 erstmals im Kader der Zweitmannschaft gestanden war, debütierte er für diese im August 2014 gegen die Zweitmannschaft des SC Freiburg in der Regionalliga. Im April 2015 stand Sallinger schließlich auch erstmals im Kader der Profis; ein Einsatz blieb ihm allerdings verwehrt.
Nach 20 Spielen für Kaiserslautern II kehrte Sallinger zur Saison 2016/17 nach Österreich zurück, wo er sich dem Bundesligisten Wolfsberger AC anschloss, bei dem er einen bis Juni 2018 gültigen Vertrag erhielt. Sein Debüt in der Bundesliga gab er im April 2017, als er am 31. Spieltag jener Saison gegen die SV Mattersburg in der Startelf stand. Mit den Amateuren des Klubs, für die er vorrangig aktiv war, gewann er den Meistertitel in der Kärntner Liga und schaffte den Aufstieg in drittklassige Regionalliga Mitte. Nach der Saison 2017/18 verließ er den WAC und wechselte zum Ligakonkurrenten TSV Hartberg. Bei den Kärntnern war er im Frühjahr 2018 nur mehr in einem einzigen Ligaspiel auf der Ersatzbank gesessen und gehörte bis zu seinem Abgang im Sommer weder zum Kader Profimannschaft, noch zum Kader des Amateurteams.
Beim TSV Hartberg fand er in weiterer Folge kaum Berücksichtigung. Er saß zwar des Öfteren bei Bundesligaspielen auf der Bank, wurde jedoch nie von Markus Schopp eingesetzt. Die siegreiche Achtelfinalpartie im ÖFB-Cup 2018/19 gegen den FC Wacker Innsbruck war Sallingers einziger Pflichtspieleinsatz für die Profis in dieser Saison. Daneben kam er unregelmäßig für die Amateurmannschaft der Hartberger in der fünftklassigen Oberliga Süd Ost zum Einsatz, wobei er am Saisonende auf eine Einsatzstatistik von acht Meisterschaftsspielen kam. Ebenso unbedeutend verlief für ihn die Spielzeit 2019/20, in der er es auf ein Bundesligaspiel Oberliga brachte. In der Saison 2020/21 kam Sallinger erneut ein Mal zum Einsatz. Nach dem Karriereende von Stammtormann René Swete war Sallinger ab Jänner 2023 als Stammtormann gesetzt.
Nach 90 Bundesligaeinsätzen für den TSV wechselte er zur Saison 2025/26 nach Schottland zu Hibernian Edinburgh, wo er einen bis 2028 laufenden Vertrag erhielt.

### Nationalmannschaft
Sallinger spielte im März 2015 erstmals für eine österreichische Auswahl, als er in einem Testspiel der U-20-Mannschaft gegen Mexiko in der Startaufstellung stand und in der Halbzeitpause durch Johannes Kreidl ersetzt wurde.

## Persönliches
Sein Bruder Christopher (* 1989) ist ebenfalls als Fußballspieler aktiv, brachte es jedoch nicht über den Amateurstatus hinaus.